# اندیس جعفرآباد (سنگ تزئینی)
جعفر آباد (سنگ تزئینی) یک اندیس مصالح ساختمانی است که در حوالی شهر فرخی استان اصفهان قرار دارد و مادهٔ معدنی موجود در آن، سنگ تزئینی است.  